# Paraplectonema multitubiferum
Paraplectonema multitubiferum är en rundmaskart som först beskrevs av Imamura 1931.  Paraplectonema multitubiferum ingår i släktet Paraplectonema och familjen Leptolaimidae. Inga underarter finns listade i Catalogue of Life.